# Ichinohe Hyōe
Ichinohe Hyōe est un nom japonais traditionnel ; le nom de famille (ou le nom d'école), Ichinohe, précède donc le prénom (ou le nom d'artiste).
Ichinohe Hyōe (一戸 兵衛) (2 août 1855 - 2 septembre 1931) est un général de l'armée impériale japonaise. Réputé pour sa méticulosité, le taux de mortalité de son commandement est de très loin inférieur à celui de ses camarades officiers, tout en atteignant les mêmes objectifs.

## Biographie
Fils d'un samouraï du domaine de Tsugaru (actuelle préfecture d'Aomori), Ichinohe est enrôlé dans la nouvelle armée impériale japonaise et nommé sous-lieutenant en 1876 dans le 2e régiment d'infanterie. Servant avec bravoure durant la rébellion de Satsuma de février à septembre 1877, Ichinohe est blessé au combat puis promu lieutenant en mai de la même année. En février 1878, il est transféré dans le 1er régiment d'infanterie.
Durant la première guerre sino-japonaise, Ichinohe est félicité pour ses actions à la tête de l'avant-garde de la brigade mixte Ōshima à la bataille de Seonghwan le 29 juillet 1894 puis sert (en tant que lieutenant-colonel) comme commandant de bataillon dans la 5e division lors de la bataille de Pyongyang le 15 septembre 1894. 
En 1897, Ichinohe est promu colonel et reçoit le commandement du 4e régiment de la garde impériale. L'année suivante, il est promu chef d'État-major de la 6e division.
Ichinohe est promu Général de brigade en mai 1901, et nommé commandant de la 6e brigade. Durant la guerre russo-japonaise, il sert dans l'État-major de la 3e armée, et participe avec le maréchal Ōyama Iwao à la décisive bataille de Mukden. Après la guerre, Ichinohe devient commandant de la prestigieuse 1ère division et est promu Général de division en novembre 1907. il est ensuite transféré à la tête de la nouvelle 17e division. En septembre 1911, il est transféré à la 4e division, et en janvier 1912, il retourne à la 1re division. 
Ichinohe est nommé au conseil de guerre suprême en février 1915, devenant Général de corps d'armée en août de la même année. En décembre 1915, il est nommé à l'une des trois plus hautes positions de l'armée impériale japonaise, celle d'inspecteur général de l'entraînement militaire, poste qu'il conserve jusqu'à sa retraite du service actif en juin 1920.
Ichinohe devient ensuite directeur de l'école pour aristocrates Gakushūin en mai 1920, puis prêtre shinto (kannushi) au sanctuaire Meiji en août 1924. En février 1926, il accepte le poste honorifique de président de l'association des vétérans. Sa tombe se trouve au cimetière de Tama à Tokyo.